# 마누엘 에스트라다 카브레라

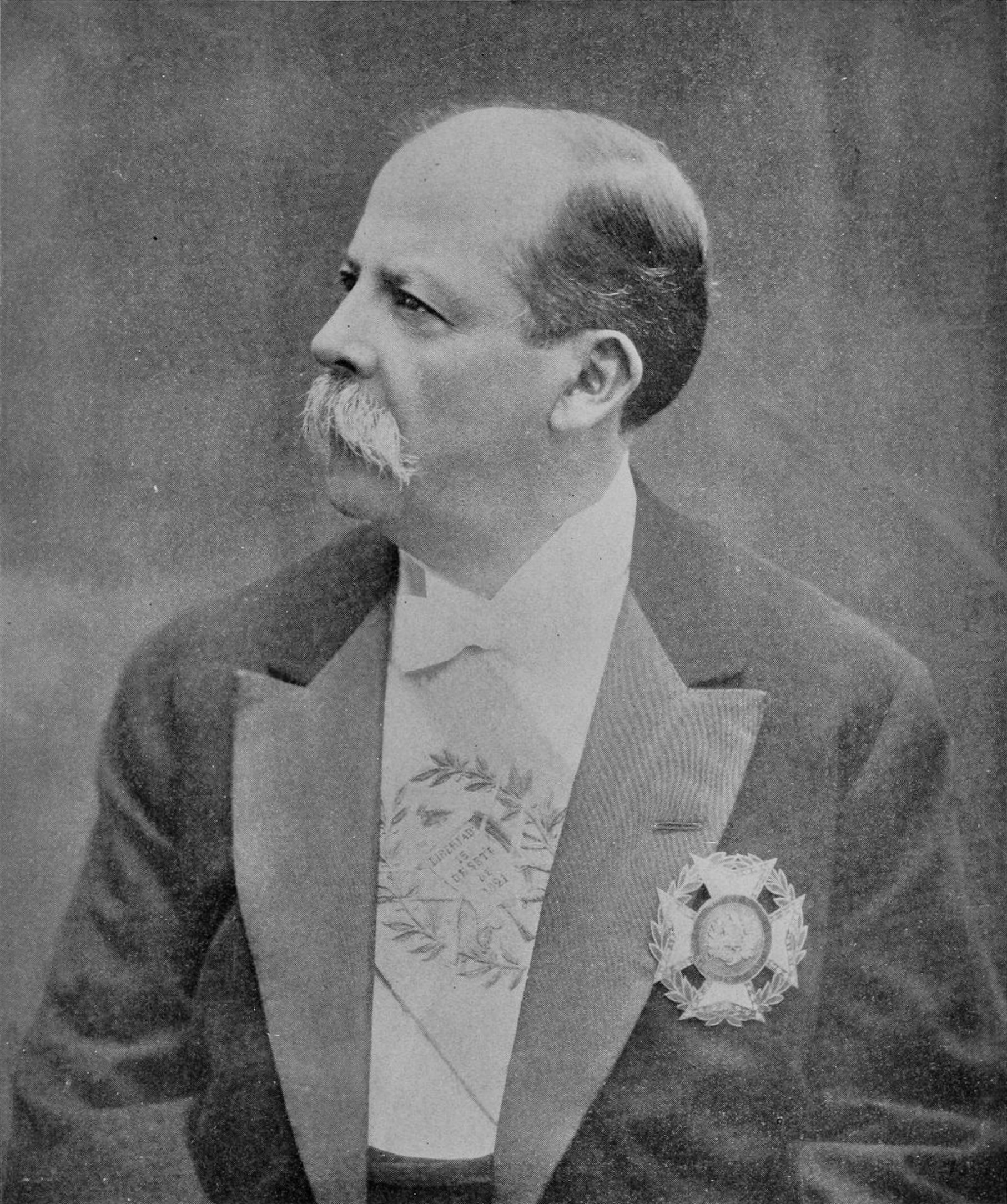
마누엘 에스트라다 카브레라

마누엘 에스트라다 카브레라 (Manuel José Estrada Cabrera, 1857년 11월 21일 ~ 1924년 9월 24일)는 1898년 2월 8일 대통령 호세 마리아 레이나 바리오스의 암살 뒤 임시대통령을 맡았고, 그 후 1898년부터 1920년까지 과테말라의 대통령으로 재임했었다.

## 학력
- 과테말라 산카를로스대학교 법률사회과학부 (Facultad de Ciencias Jurídicas y Sociales de la Universidad de San Carlos de Guatemala)

## 개인생활
- 1884년 데시데리아 오캄포 (Desideria Ocampo)와 결혼하여 디에고 (Diego)와 프란시스코 에스트라다 카브레라 오캄포 (Francisco Estrada Cabrera Ocampo) 두 아이를 두었다.

## 관련서적
- 1967년 노벨문학상을 수상한 작가 미겔 앙헬 아스투리아스가 쓴 에스트라다 카브레라 독재 정권을 겨냥한 《대통령 각하》[1]가 있다.